# پاپ (شهر)
پاپ {{ازبکی|Pop shahri) یک شهر در ازبکستان است که در ناحیه پاپ و ولایت نمنگان واقع شده‌است. پاپ ۲۸٬۰۰۰ نفر جمعیت دارد.